# Major Lazer

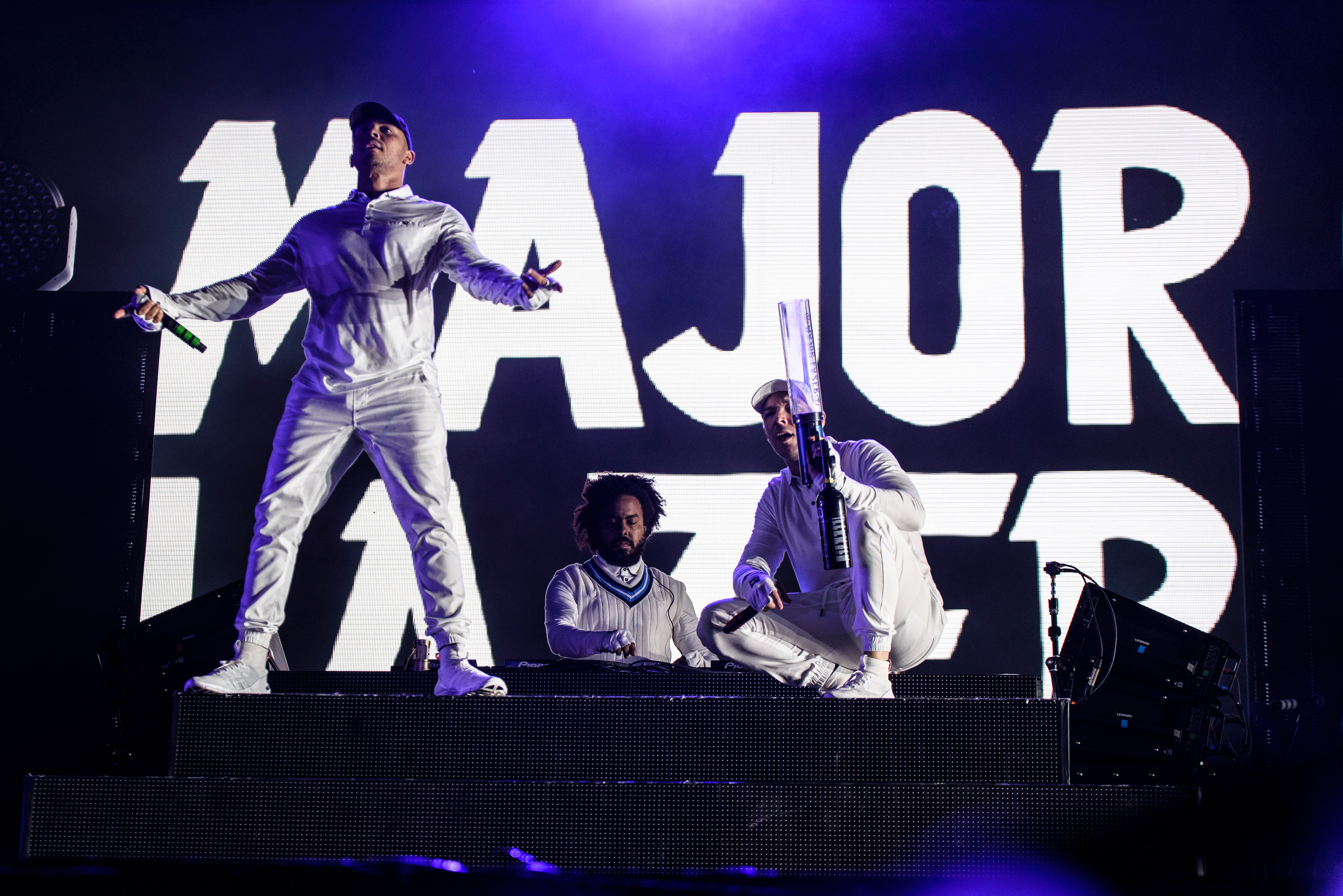
Major Lazer en un concert

Major Lazer és una banda musical estatunidenca. Fan música electro house fusionat amb el reggae i el dancehall. En aquesta banda participen tres membres: Diplo, Jillionaire i Walshy Fire. Principalment, aquesta banda va ser creada pels músics Diplo (Thomas Wesley Pentz) i Switch (Dave Taylor) que el 2011 se'n va anar de la banda perquè tenia diferents gusts musicals.

## Trajectòria musical
Major Lazer es va compondre pel duo Switch i Diplo, que van crear el primer àlbum anomenat Guns don't kill the people. Durant el 2010, Major Lazer es va presentar a països d'Amèrica Llatina com ara Mèxic, Costa Rica, Argentina, Brasil i Xile. L'any 2011, Switch va decidir anar-se'n de la banda Major Lazer i va ser reemplaçat pel productor DJ Jillionaire i per Walshy Fire.
El febrer de 2013, la banda va signar amb la discogràfica independent Secretly Canadian amb la qual van llançar el seu segon àlbum Free the Universe l'abril de 2013. Inclou la col·laboració d'artistes com Ezra Koenig de Vampire Weekend, Amber Coffman de Dirty Projectors, Busy Signal, Tyga, Flux Pavilion, Bruno Mars, Wyclef Jean, Shaggy, així com els productors holandesos Laidback Luke i The Partysquad entre d'altres. D'aquest disc es desprenen senzills com «Get Free», amb la veu d'Amber Coffman, i «Watch Out for This (Bumaye)» que es va convertir en un èxit en diversos països d'Europa com França, Bèlgica i Espanya.
Al febrer de 2014 van llançar l'EP Apocalypse Soon en el qual inclouen col·laboracions d'artistes com ara de Pharrell Williams en la cançó «Aerosol Can», i de Sean Paul a «Come On To Me».
El 8 de febrer de 2015, durant la cerimònia dels premis Grammy, Diplo va revelar detalls del tercer àlbum de Major Lazer que es titulà Peace is the Mission i que va ser llançat el juny de 2015. Compta amb les col·laboracions d'Ariana Grande, Ellie Goulding, PUSHA-T, entre altres artistes.
El primer senzill, «Lean On», és una col·laboració amb el DJ i productor francès DJ Snake i compta amb la veu de l'artista danesa MØ. La cançó es va convertir en un èxit mundial arribant a ser la cançó més escoltada a Spotify i el seu vídeo musical es va convertir en un dels més vistos a la plataforma de YouTube.
L'any 2015 Diplo, juntament amb l'artista mundialment conegut com a Skrillex, van crear cançons com «Sorry» o «What do you mean» amb Justin Bieber.

## Artistes que han col·laborat
Switch, Santigold, Vybz Kartel, Bruno Mars, La Roux, Dillon Francis, The Partysquad, Tyga, No Doubt, Snoop Lion, Pharrell Williams, Sean Paul, MØ, Ariana Grande, Ellie Goulding, Daddy Yankee, DJ Snake, Gwen Stefani, M.I.A Broski Benigno, MOTi, Flux Pavilion, Justin Bieber, Pabllo Vittar.

## Discografia

### Guns Don't kill de people
Aquest àlbum el va crear el duo Dj Diplo i Switch. Va ser gravat a Jamaica i el van treure el 16 de juny del 2009. En aquest disc hi havia les següents cançons:
1. "When You Hear the Bassline" (amb Ms. Thing)
2. "Can't iStop Now" (amb Mr. Vegas i Jovi Rockwell)
3. "Lazer Theme" (amb Future Trouble)
4. "Anything Goes" (amb Turbulence)
5. "Cash Flow" (amb Jahdan Blakkamoore)
6. "Mary Jane" (amb Mr. Evil i Mapei)
7. "Bruk Out" (amb T.O.K. i Ms. Thing)
8. "What U Like" (amb Amanda Blank i Einstein)
9. "Keep It Goin' Louder" (amb Nina Sky i Ricky Blaze)
10. "Pon de Floor" (amb Vybz Kartel)
11. "Baby" (amb Prince Zimboo)
12. "Jump Up" (amb Leftside i Supahype, coproduït per Crookers)

### Free the universe
Aquest va ser el segon àlbum i es va crear l'any 2013.
1. You're No Good (amb Santigold, Vybz Kartel, Danielle Haim i Yasmin)
2. Jet Blue Jet (amb Leftside, Gta, Razz i Biggy)
3. Get Free (amb Amber Of Dirty Projectors)
4. Jah No Partial (amb Flux Pavilion)
5. Wind Up (amb Elephant Man i Opal)
6. Scare Me (amb Peaches i Timberlee)
7. Jessica (amb Ezra Koenig)
8. «Watch Out For This (Bumaye)» (amb Busy Signal, The Flexican i Fs Green)
9. Keep Cool (amb Shaggy i Wynter Gordon)
10. Sweat (amb Laidback Luke i Ms. Dynamite)
11. Reach For The Stars (amb Wyclef Jean)
12. Bubble Butt (amb Bruno Mars, Tyga i Mystic)
13. Mashup The Dance (amb The Partysquad i Ward 21)
14. Playground (amb Bugle i Arama)

### Peace is the mission
Aquest va ser el tercer àlbum, que van treure l'1 de juny de 2015. En aquest àlbum va destacar la cançó internacional "Lean On", cançó on van participar MØ i DJ Snake.
1. "Be Together" (amb Wild Belle)
2. "Too Original" (amb Elliphant i Jovi Rockwell)
3. "Blaze Up the Fire" (amb Chronixx)
4. "Lean On" (amb DJ Snake i MØ)
5. "Powerful" (amb Ellie Goulding i Tarrus Riley)
6. "Light It Up" (amb Nyla)
7. "Roll the Bass"
8. "Night Riders" (amb Travi$ Scott, 2 Chainz, Pusha T i Mad Cobra)
9. "All My Love (Remix)" (amb Ariana Grande i Machel Montano)

### Music Is the Weapon
1. "Hell and High Water" (amb Alessia Cara)
2. "Sun Comes Up" (amb Busy Signal i Joeboy)
3. "Bam Bam" (amb French Montana i Beam)
4. "Tiny" (amb Beam i Shenseea)
5. "Oh My Gawd" (amb Mr. Eazi, Nicki Minaj i K4mo)
6. "Trigger" (amb Khalid)
7. "Lay Your Head on Me" (amb Marcus Mumford)
8. "Can't Take It from Me" (amb Skip Marley)
9. "Rave de Favela" (amb MC Lan, Anitta i Beam)
10. "QueLoQue" (amb Paloma Mami)
11. "Jadi Buti" (amb Nucleya i Rashmeet Kaur)
12. "Que Calor" (amb J. Balvin i El Alfa)

## Personatge
El grup Major Lazer està representat en un personatge animat fictici, que lluita a Jamaica. El personatge va perdre el braç en una guerra contra zombis el 1984. Aquest personatge també lluita contra monstres, vampirs, etc. El personatge va aconseguir una sèrie pròpia que es va estrenar el 2015 a la cadena FOX.